# 2009 au Costa Rica
Cet article présente les faits marquants de l'année 2009 au Costa Rica.

## Évènements
- Jeudi 8 janvier 2009 : Dans la nuit de jeudi à vendredi, un nouveau séisme d'une magnitude de 6,2 degrés frappe le centre du pays faisant 19 morts, 23 disparus, 208 blessés et 1 378 sinistrés, mais plus de six cents personnes sont encore isolées dans des zones difficiles d'accès près du volcan Poas, où s'est situé l'épicentre du séisme. 42 localités ont subi des dégâts dont la capitale San José et 300 touristes sont bloqués dans les hôtels autour du volcan. Plus de 4.700 séismes ont été enregistrés au  Costa Rica en 2008, mais une soixantaine seulement ont été ressentis  par la population.

- Mercredi 11 mars 2009 : Un séisme de magnitude 6,3 a frappé le pays.

- Vendredi 3 avril 2009 : L'OCDE décide de retirer le Costa Rica de la liste noire des paradis fiscaux, un jour après l'y avoir inscrit. après que le secrétaire général de l'OCDE, Angel Gurría, a reçu « une lettre du ministre des Finances, l'informant que le Costa Rica adoptait officiellement les normes de l'OCDE sur la transparence et l'échange d'informations, tel que stipulé dans la version 2005 de l'article 26 de la convention de l'OCDE en matière fiscale ».

- Mardi 28 avril 2009 : Premier cas de grippe H1N1 chez une Costaricaine à la suite d'un séjour au Mexique.

- Samedi 9 mai 2009 : La ministre de la Santé, Maria Luisa Avila, annonce 9 cas confirmés de grippe H1N1, dont une fillette et le premier décès, un homme de 53 ans auparavant malade de diabète et d'une affection pulmonaire chronique. Quelque 500 autres personnes sont placées en quarantaine pour avoir été en contact avec un des neuf premiers malades contagieux.